# Залесе (гміна Нємце)
Залесе (пол. Zalesie) — село в Польщі, у гміні Нємце Люблінського повіту Люблінського воєводства.
Населення — 427 осіб (2011).
У 1975-1998 роках село належало до Люблінського воєводства.

## Демографія
Демографічна структура станом на 31 березня 2011 року:
|          | Загалом | Допрацездатний вік | Працездатний вік | Постпрацездатний вік |
| -------- | ------- | ------------------ | ---------------- | -------------------- |
| Чоловіки | 217     | 57                 | 141              | 19                   |
| Жінки    | 210     | 41                 | 122              | 47                   |
| Разом    | 427     | 98                 | 263              | 66                   |